# Melonycteris woodfordi
Espèce
Statut de conservation UICN

 LC  : Préoccupation mineure
Melonycteris woodfordi, appelé communément Mélonyctère de Woodford, est une espèce de grande chauve-souris de la famille des Pteropodidae.

## Description
Melonycteris woodfordi n'a pas une griffe sur le deuxième doigt de la main, alors qu'elle est bien du sous-ordre des Megachiroptera.

## Répartition

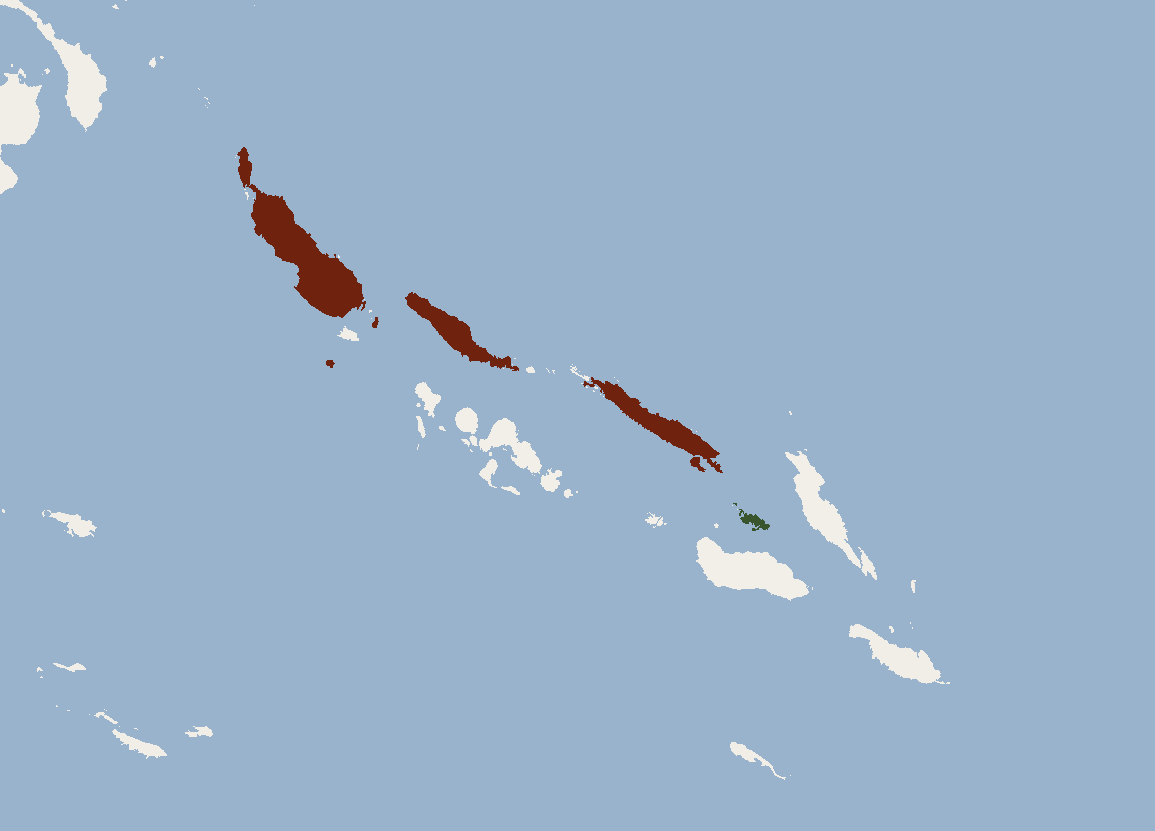
Aire de répartition de Melonycteris woodfordi

Melonycteris woodfordi est endémique des îles Salomon.

## Source de la traduction
- (en) Cet article est partiellement ou en totalité issu de l’article de Wikipédia en anglais intitulé « Woodford's fruit bat » (voir la liste des auteurs).